# 쇼츄왕
쇼츄왕(일본어: 尚忠王 상충왕[*]; 1391년 ~ 1444년 음력 10월 24일)은 류큐왕국 제1쇼씨 왕조의 제3대 국왕(재위 기간: 1440년 ~ 1444년)이자, 제2대 류큐 국왕이다. 그의 아버지는 전대 국왕 쇼하시이다.
조선 신숙주의 《해동제국기》에는 세종 12년(1430년) 류큐국의 장사(長史)를 자처한 양회(梁回)라는 인물이 조선에 와서 조공하였다는 기록이 있다. 《세종실록》에는 이 해 5월경 조선에 표류한 류큐민족을 일본에 거쳐 귀국시켰는데, 이에 대해 12월 류큐에서는 일본인 출신의 조선 통사 김원진(金源珍)에게 부쳐 조선에 국서를 보내 쇼츄왕의 사의(謝儀)를 표한 인물도 양회였다. 그에 따르면 당시 조선에서 류큐에 표류해 살고 있는 사람이 많았다고 한다.